# Brittany Schussler
Brittany Schussler, née le 21 avril 1985 à Winnipeg est une patineuse de vitesse canadienne.

## Biographie
Active depuis 2000, elle a participé aux Jeux olympiques de Vancouver 2010 et de Sotchi 2014. Elle a aussi remporté deux titres mondiaux en poursuite par équipes avec Christine Nesbitt et Kristina Groves en 2009 et avec Nesbitt et Cindy Klassen en 2011.
Elle est la femme d'un autre patineur de vitesse canadien Justin Warsylewicz.

## Palmarès

### Championnats du monde
- Nagano 2008 : Médaille d'argent à la poursuite par équipes
- Richmond 2009 : Médaille d'or à la poursuite par équipes
- Inzell 2011 : Médaille d'or à la poursuite par équipes
- Heerenveen 2012 : Médaille d'argent à la poursuite par équipes

### Coupe du monde
- 7 podiums individuels.